# Домбрувка-Косьцельна (Подляское воеводство)
Домбру́вка-Косьце́льна (пол. Dąbrówka Kościelna) — деревня в Высокомазовецком повете Подляского воеводства Польши. Входит в состав гмины Шепетово. Находится примерно в 8 км к юго-востоку от города Высоке-Мазовецке. По данным переписи 2011 года, в деревне проживало 376 человек.
Деревня была основана в XV веке. Первоначально называлась Войны-Домбрувка. Также упоминается как Домбрувка-Мнейша или Домбрувка-Мала.
В 1827 году Домбрувка относилась к Тыкоцинскому повету Ломжинской области Австустовского воеводства. Тогда в деревне было 14 домов и 91 житель.
По состоянию на 1901 год Домбрувка входила в гмину Шепетово Мазовецкого уезда Ломжинской губернии Царства Польского.
В 1921 году в Домбрувке-Косьцельной проживало:
- в деревне: 397 жителей (181 мужчина и 216 женщин), из них 336 поляков, 55 еврев и 6 лиц другой национальности.
- в фольварке: 59 жителей (26 мужчин и 33 женщины), из них 53 поляка и 6 белорусов.

В Домбрувке-Косьцельной действует костёл Святой Анны.